# 1735 ІТА
1735 ІТА (1735 ITA) — астероїд головного поясу, відкритий 10 вересня 1948 року.
Тіссеранів параметр щодо Юпітера — 3,142.
Названий у 1979 році з нагоди 60-ї річниці заснування Інституту теоретичної астрономії (ІТА) Академії наук СРСР